# Il nuovo vicino
Il nuovo vicino (The New Neighbor) è un film del 1953 diretto da Jack Hannah. È un cortometraggio animato realizzato, in Technicolor, dalla Walt Disney Productions, uscito negli Stati Uniti il 1º agosto 1953 e distribuito dalla RKO Radio Pictures.

## Trama
Paperino ha appena traslocato in un nuovo viale e fa amicizia con il nuovo vicino di casa, Pietro Gambadilegno, il quale però, insieme al suo cane, inizia subito a fare degli scherzi al suo vicino (lascia la spazzatura nel suo giardino, gli svuota il frigorifero con la scusa di "prendere in prestito dei cubetti di ghiaccio", gli bussa alla porta per provare quello che sembra  del porridge ma in realtà é cibo per il cane). 
Il tempo passa e arriva la primavera; Pietro fa un altro scherzo a Paperino, riempiendo di foglie il suo giardino. Ciò lo fa infuriare a punto tale che, per vendetta, raccoglie le foglie, le mette dentro un inceneritore e, una volta accesso il fuoco, fa dirigere il fumo verso i panni di Pietro stesi per asciugare, in modo da "affumicare" la biancheria. 
Il conflitto inizia a degenerarsi a tal punto di finire su tutti i giornali e attirare gli altri vicini, che iniziano ad assistere allo scontro quasi fosse un incontro di wrestling. Infatti, l'emittente televisiva locale trasmette lo scontro in diretta TV. Pietro dà il via alle danze tagliando un grosso arto sporgente dall'albero di Paperino, per intimarlo a rispettare i confini della sua proprietà. Paperino risponde tagliando i pantaloni lunghi di Pete che si estendevano oltre il suo confine. La battaglia continua a intensificarsi con atti sempre più violenti e distruttivi, con Paperino e Pietro che addirittura finiscono su una scala sospesa sulla recinzione, facendo sembrare che stiano giocando su un'altalena, facendo ridere la folla.
Durante una pausa tra un “round” e l'altro, entrambi i vicini si ritirano nei loro “angoli” e un discorso di incoraggiamento da parte dei loro sostenitori. Una persona del vicinato getta ulteriore benzina sul fuoco suggerendo a entrambi di costruire una recinzione piú robusta. Al suono della campanella, i vicini iniziano a costruire recinzioni sui rispettivi lati del confine di proprietà. La recinzione cresce in altezza a dismisura mentre i vicini incitano i due a continuare a costruire. 
Il cane di Pietro, in quel momento, inizia a scavare sotto le fondamenta delle recinzioni combinate. mentre i cani del vicinato lo incitano. Il danno alle fondamenta fa sì che le recinzioni, pericolosamente troppo alte, si sgretolino e crollino, facendo disperdere la folla riunita. Lo scontro si conclude in un pareggio, con Paperino e Pietro che decidono di ritraslocare per non rivedersi mai piú.